# إيمانويل (كونت دي لاس كاز)
إيمانويل، كونت دي لاس كاز (بالفرنسية: Emmanuel, comte de Las Cases) (1180-1258هـ/1766-1842م) هو جغرافي وكاتب فرنسي. رافق نابليون في منفاه بسنت هيلانة، حيث أملى عليه الإمبراطور جزءاً من مذكراته. طبع مصنفه الشهير " ذكرى سنت هيلانة "، 8 مجلدات (1823) وهومرجع هام للأعوام الأخيرة من حياة نابليون.

## روابط خارجية
- إيمانويل، كونت دي لاس كاز على موقع الموسوعة البريطانية (الإنجليزية)